# Rita Verreos
Rita Rosina Verreos (sinh ngày 19 tháng 7 năm 1968) là một người dẫn chương trình truyền hình, nữ diễn viên, huấn luyện viên thẩm mỹ sắc đẹp, người mẫu và cựu thí sinh truyền hình thực tế.

## Cuộc sống cá nhân
Là người gốc Venezuela, Verreos chuyển tới San Francisco cùng gia đình khi bà 8 tuổi. Bà theo học tại UC Berkeley trước khi tốt nghiệp trường Cum Laude từ Đại học California tại Los Angeles với bằng cử nhân về Văn học Ý và Pháp. Bà là thành viên của Hiệp hội danh dự quốc gia Golden Key. Sau khi tốt nghiệp UCLA, bà kết hôn và chuyển đến Mexico City sống với chồng và con trong 11 năm trước khi chuyển đến San Antonio vào năm 2003. Bà và chồng đã ly dị vào năm 2004.
Bà hiện đang sống ở Miami, Fla. Rita kết hôn với diễn viên và nhà sản xuất Carl Mergenthaler vào ngày 8 tháng 6 năm 2014.

## Cuộc thi
Verreos là một thí sinh trong cuộc thi Hoa hậu Venezuela 1988 khi đại diện cho Municipio Vargas và thi đấu trong cuộc thi năm 1988 "Reinado Mundial de Banano" ở Machala, Ecuador vá kết thúc ở vị trí thứ hai, sau Ximena Correa của Ecuador.  Verreos cũng tham gia làm giám khảo đánh giá nhiều cuộc thi, bao gồm Hoa hậu Oklahoma Hoa Kỳ, Hoa hậu Kansas Hoa Kỳ, Hoa hậu Hawaiian Tropic San Antonio, Hoa hậu Teen & Quý ông Quốc tế. Bà hiện là một trong những huấn luyện viên thẩm mỹ hàng đầu ở Hoa Kỳ, huấn luyện phụ nữ trẻ cho nhiều cuộc thi kể cả cuộc thi Hoa hậu Texas, Hoa hậu California và Hoa hậu Hoa Kỳ.